# Shīravān Shāmnū
Shīravān Shāmnū (persiska: شیروان شامنو, Shīrvān Shāhlū, شیروان شاهلو) är en ort i Iran.   Den ligger i provinsen Östazarbaijan, i den nordvästra delen av landet, 500 km väster om huvudstaden Teheran. Shīravān Shāmnū ligger 1 542 meter över havet och antalet invånare är 137.
Terrängen runt Shīravān Shāmnū är kuperad, och sluttar brant västerut. Runt Shīravān Shāmnū är det ganska tätbefolkat, med 90 invånare per kvadratkilometer. Närmaste större samhälle är Malekān, 14,5 km sydväst om Shīravān Shāmnū. Trakten runt Shīravān Shāmnū består i huvudsak av gräsmarker.